# 徐頲
徐頲（？—1823年），字述卿（或號述卿）、少鶴、直卿，江蘇省蘇州府長洲縣（今江蘇省蘇州市）人，清朝政治人物、榜眼。

## 生平
嘉慶十年（1805年），登殿試一甲第二名，授翰林院編修。嘉慶十四年，任會試同考官。嘉慶十七年，任翰林院侍讀學士、提督安徽學政。次年，擔任日講起居注官。嘉慶十九年，稽查宗學、幫辦內閣批本、咸安宮總裁、文淵閣直閣事、國史館總纂。嘉慶二十二年，任上書房行走、二阿哥師傅。嘉慶二十五年，任惇親王侍讀。嘉慶二十五年，任詹事府少詹事。道光元年（1821年），任詹事府詹事、山東鄉試正考官。道光二年，稽查右翼宗學、內閣學士。后改任安徽學政。